# Списък с епизоди на „Лабораторията на Декстър“
Това е списъкът с епизоди на анимационния сериал „Лабораторията на Декстър“ с оригиналните дати на излъчване в България.

## Сезон 1: 1996-1997
1. Ди Деменция / Наберете М за маймунка: Магнанамус / Майчина битка – 3 септември 2007 г.
2. Декстър доджбол / Наберете М за маймунка: Раслор / Помощникът на Декстър – 4 септември 2007 г.
3. Съперникът на Декстър / Наберете М за маймунка: Симиън / Старецът Декстър – 5 септември 2007 г.
4. Двойна беда / Наберете М за маймунка: Барбекюр / Промени – 6 септември 2007 г.
5. Юрски пуч / Наберете М за маймунка: Оргон Гриндор / Димуит Декстър – 7 септември 2007 г.
6. Стаята на Ди Ди / Наберете М за маймунка: Ловецът / Голямата сестра – 10 септември 2007 г.
7. Звездни помощници / Приятелите на справедливостта: Телевизионни суперприятели / Край на играта – 11 септември 2007 г.
8. Тъгите на бавачката / Приятелите на справедливостта: Стаята на Вал Хален / Машина за сънища – 12 септември 2007 г.
9. Драмата на куклите / Приятелите на справедливостта: Любовната среща на Крънк / История със сирене – 13 септември 2007 г.
10. Пътят на Ди Ди / Приятелите на справедливостта: Кажи, чичо Сам / Племето на момичетата – 14 септември 2007 г.
11. Извънземни / Приятелите на справедливостта: Ратман / Дългът на Декстър – 17 септември 2007 г.
12. Съперникът на Декстър (повторение) / Приятелите на справедливостта: Пчела, къде? / Мендоркър – 18 септември 2007 г.
13. Надуваемата Ди Ди / Приятелите на справедливостта: Не мога да спя / История с чудовища – 19 септември 2007 г.

## Сезон 2: 1997-1998
1. Страховитата брада / Куакор птицата / Мравки в гащите – 20 септември 2007 г.
2. Мама и Джери / Сиренце Чаби / Лудият робот – 21 септември 2007 г.
3. D & DD / Hamhocks and Armlocks – 24 септември 2007 г.
4. Hunger Strikes / The Koos is Loose / Morning Stretch – 25 септември 2007 г.
5. Ди Ди Локс и чудовището Неси / Ди Ди в колата / В библиотеката – 26 септември 2007 г.
6. Новата стъпка на Ди Ди / Махайте се, гноми! / Изгубената лаборатория – 27 септември 2007 г.
7. Labels / Game Show / Fantastic Boyage – 28 септември 2007 г.
8. Призракът / Златната дискета – 1 октомври 2007 г.
9. Snowdown / *Figure Not Included / Mock 5 – 2 октомври 2007 г.
10. Голям да пораснеш / Ядрен разпад / Борба с микробите – 3 октомври 2007 г.
11. Ден след тежък ден / Пътен инцидент / Океан Ураган – 4 октомври 2007 г.
12. Момчето от автобуса / Приятелите на справедливостта: Нещата, които щуреят през нощта / Старият Макдекстър – 5 октомври 2007 г.
13. Sassy Come Home / Photo Finish – 8 октомври 2007 г.
14. Неконвенциално / Декстър е мръсен / Зов за сладолед – 9 октомври 2007 г.
15. Кодът на честта / Супермайка / Ултрагад 2000 – 10 октомври 2007 г.
16. Техно костенурка / Изненада! / Не дразнете кучетата – 11 октомври 2007 г.
17. Ди Ди с басов глас / 911 / На бунището – 12 октомври 2007 г.
18. Нещастната курабийка / Кралят на кексчетата – 15 октомври 2007 г.
19. Ден за снимка / Това се казва размах / Декстър е наказан – 16 октомври 2007 г.
20. Не ставай бебе / Наберете М за Маймунка: Кожолюба / Г.Р.Л. отряд – 17 октомври 2007 г.
21. Спортни прояви / Кус А Ла Гуп А Гуп / Проектът на Ди Ди – 18 октомври 2007 г.
22. Преливане / Опашката на Ди Ди / Горивна сила – 19 октомври 2007 г.
23. Сестри и майки / Безкраен кикот – 22 октомври 2007 г.
24. Битката на титаните / Термитът Терминатор Тими / Зеленчуци, който не яде – 23 октомври 2007 г.
25. Големи роботи / Извънземни в главата / Изгубени в космоса – 24 октомври 2007 г.
26. Гори, гори огънче / Не бъди герой / Любимият марсианец – 25 октомври 2007 г.
27. Вестникарски войни / Размяна на местата / Хитрата сврака – 26 октомври 2007 г.
28. Тихият бунт / Ужасен диалект / Улов за деня – 29 октомври 2007 г.
29. Татко е напрегнат / Очилата са шик / Електробърктия – 30 октомври 2007 г.
30. Крачун и малчо / Капанът на отмъщението / Капан за папагали – 31 октомври 2007 г.
31. Наобратно / Вървулица от анимационни глупаци / Слънце, сърф и наука – 6 ноември 2007 г.
32. История, написана от Самюъл Тайлър Лий: Декстър и Компютърчето спипват Мендорк! / Приятелите на справедливостта: Зъбобол / Декстър срещу Дядо Коледа – 7 ноември 2007 г.
33. Съперничката на Ди Ди / Денят на майката / Игра за игра 8 ноември 2007 г.
34. DiM / Just an Old Fashioned Lab Song... / Repairanoid 9 ноември 2007 г.
35. Звяр, но не какъв да е – 12 ноември 2007 г.
36. Critical Gas / Let's Save the World You Jerk! / Average Joe – 13 ноември 2007 г.
37. Aye Aye Eyes / Dee Dee and the Man – 14 ноември 2007 г.
38. Dyno-Might / LABretto – 15 ноември 2007 г.
39. Dexter's Lab: A Story / Coupon for Craziness / Better Off Wet – 16 ноември 2007 г.

## Сезон 3: 2001-2002
1. Чист и неопетнен / Епизодът на татко / Братя по крака – 31 май 2009 г.
2. Духът над речта / Епизодът на Крякър / Мамабес – 6 юни 2009 г.
3. С какъвто се събереш, такъв ставаш / Проваленият експеримент / Прадядото на всички изобретения – 7 юни 2009 г.
4. Баща на колела / Епизодът на мама / Мохерната страна на Луната – 13 юни 2009 г.
5. Ако не ме лъже паметта / Епизодът на Мракобес / Теле Травма – 14 юни 2009 г.
6. A Boy Named Sue / Lab on the Run – не е излъчен
7. Dos Boot / Епизодът на Ди Ди / Тревога в тоалетната – 21 юни 2009 г.
8. That Magic Moment / A Silent Cartoon / Противоположностите се привличат – 1 август 2009 г.
9. Ръкавица от пръв поглед / Епизодът на мама и татко / Мирише на победа – 2 август 2009 г.
10. Comic Relief / A Third Dad Cartoon / RoboDexo 3000 – 8 август 2009 г.
11. О, братко? / Новият епизод на татко / Препъни лост – 9 август 2009 г.
12. Когато любопитко стане сърдитко / Напред, семейство! – 15 август 2009 г.
13. Scare Tactics / Епизодът на мама / Моят баща срещу твоя баща – 16 август 2009 г. 
 (При излъчването в България „Епизодът на мама“, който е повторение, не е излъчен)

## Сезон 4: 2002-2003
1. Братовръзка / Помниш ли ме? / Лаборатория съвпадение – 22 август 2009 г.
2. Сестра в системата / Лоши кабелни маниери / Библиотеката на декстър – 23 август 2009 г.
3. Играчка гледачка / Чудовищната диди / Таткови сомнамбулщини – 29 август 2009 г.
4. Малката дилема на Декстър / Фалшивата шапка / D (Де) на квадрат – 30 август 2009 г.
5. Заразна мелодия / Къщата на живите плюшковци / Напиши го с мастило – 5 септември 2009 г.
6. Увлечение по унищожение / Шах мама / Татко знае най-зле – 6 септември 2009 г.
7. Декстър варваринът / Да живеят гориноплодните / Провиждане – 12 септември 2009 г.
8. Height Unseen / Минали грешки / Глупостта не пита – 19 септември 2009 г.
9. Глас зад кадър / Блондинките се забавляват най-добре / Крадецът на комикси – 20 септември 2009 г.
10. Лабораторията на бъдещето / великият пилешки сърбеж / гаражна разпродажба – 27 септември 2009 г.
11. Чаено парти / Dexter's Wacky Races – 26 септември 2009 г.
12. They Got Chops / Poetic Injustice / Комедия от перушина – 3 октомври 2009 г.
13. Лабораторията на Мракобес: Бавачка-мечта / Планинският Мракобес / Двама гении заедно завинаги – 13 септември 2009 г.

## Специални епизоди
1. Пътешествие във времето – 10 декември 1999 г.
2. Dexter's Rude Removal - 12 юли 1998 г. (само в някои конвенции); 22 януари 2013 г. (официално). Този епизод никога не е излъчван в ефир, поради прекомерен език и съдържание. Adult Swim го качват онлайн през 2013 г.